# Calleth You, Cometh I
Calleth You Cometh I är en av den svenska rockgruppen The Arks singlar. Låten finns med på albumet In Lust We Trust från 2002. Singeln placerade sig som bäst på andra plats på den svenska singellistan, medan den nådde tiondeplatsen på den italienska singellistan. Låten var den sista med The Ark som framfördes live, då den avslutade spelningen på Gröna Lund den 16 september 2011.

## Listplaceringar
| Lista (2002) | Topplacering |
| ------------ | ------------ |
| Italien      | 10           |
| Sverige      | 2            |

## Övrigt
- Låten har varit ledmotiv till filmen Klassfesten, där bland annat Björn Kjellman spelade en av rollerna.
- Låten är också med i den norska såpaserien Hotel Cæsar under dess höstsäsong 2007.